# ステーキソース

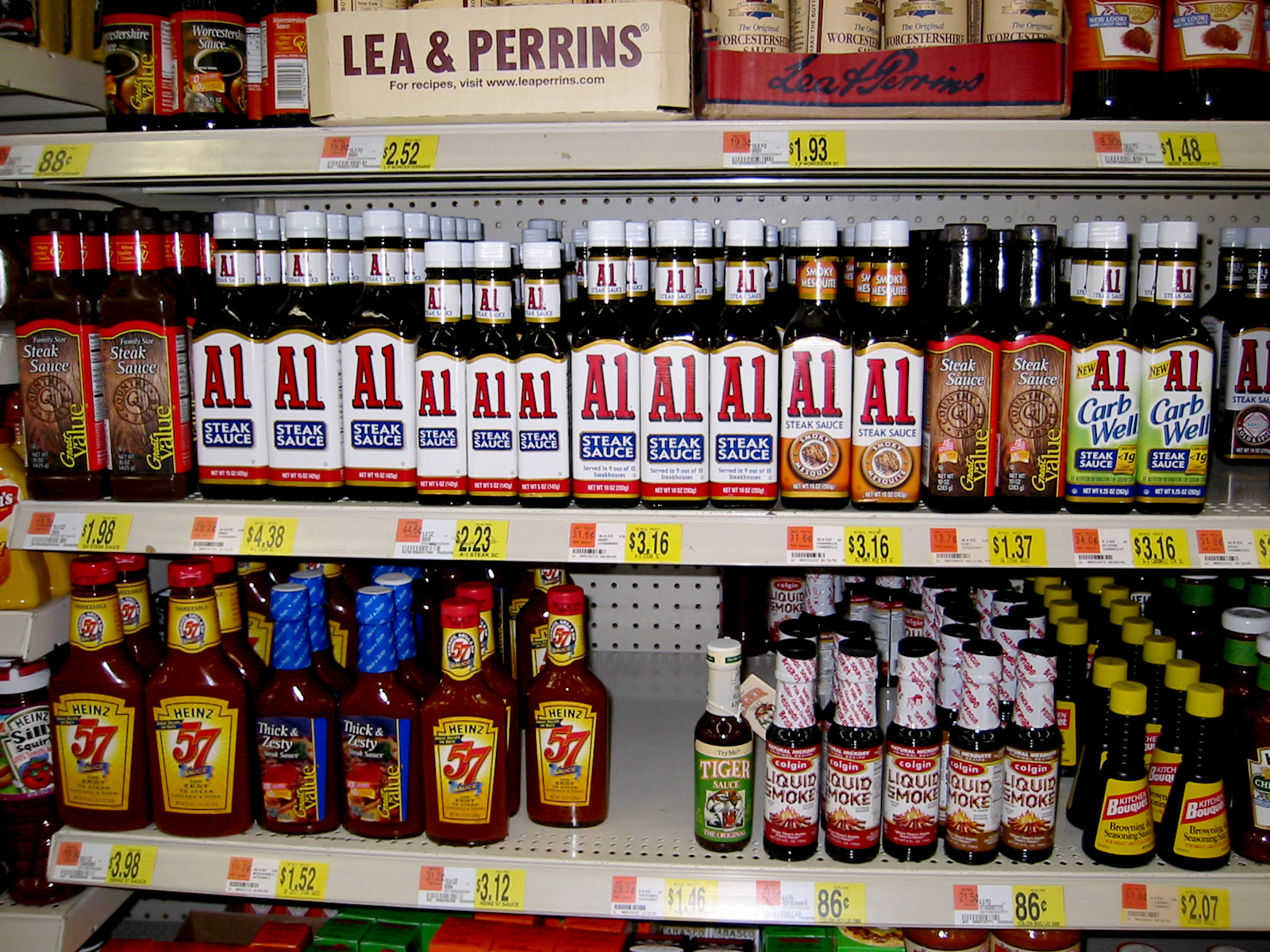
各種のステーキソース

ステーキソース（Steak sauce）は、主にイギリスおよびアメリカ合衆国でステーキ用の調味料として使用される濃茶色の濃厚ソースである。用途や色調、稠度などは日本のトンカツソースに似ているが、成分や風味は大きく異なる。
色は通常茶色か橙色で、野菜、果物、モルトビネガー、香辛料等さまざまな材料から作られる。強い酸味と甘味があり、ウスターソースに似たコショウの風味も持つ。強い塩味と酸味のためソース単体の味わいは荒々しく、日本のソースのような感覚で大量にかけると味を損ねやすい。
ステーキソースの2大ブランドはいずれもイギリス発祥である。イギリスではHPソース、アメリカではA1ソースが最も人気が高く定番となっている。それ以外にも多くのメーカーからさまざまな製品が販売されているが、大半はHPソースやA1ソースに類似した風味である。ただし、ハインツ社の作る57ソースは他のステーキソースと異なり、暗い黄橙色で、マスタードシードで味付けしたトマトケチャップの味に近い。日本で製造販売されている英米風のステーキソースとしては、沖縄の有名ステーキハウスのオーダーによって製品化された木戸食品（兵庫県明石市）のドリームNo.1ステーキソースがある。

## 日本のステーキソース
日本においてもステーキ(用)ソースは商品として一定数存在するが、それらの大半は基本的に醤油をベースとする別の調味料であり、英米における(上記の)ステーキソースとは系統を異にするものである。
基本的には焼肉のたれに近いソースであり、醤油とニンニク、タマネギ、コショウなどの香辛料などからなるが、赤ワインが入るなど洋食風仕立てになることも多い。